# 佐藤麻衣
佐藤 麻衣（さとう まい、1979年11月13日 - ）は、台湾を拠点にマレーシア、シンガポール、中華人民共和国（中国）などで活動する日本人タレント。本名、王 麻衣（わん まい、旧姓:佐藤）。愛称は「マーイー」（北京語の発音「麻衣」）。
2013年現在、海外番組出演本数は2000本以上にのぼる。新浪微博では150,000人を超すフォロワーを集めている。｢アジアの架け橋｣｢世界に笑顔を｣をモットーとして10年にわたり海外で活躍している日本人タレントである。また行政院からの信頼も厚く中華民国外交部、中華民国交通部、交通部観光局、内政部警政署からの任命を多く担当する日本人である。
後には日系の芸能事務所に所属することにより、日本でも現在テレビ番組1本のレギュラーを持っており、2010年10月から2年間はラジオで冠番組を持っていた（詳細は後述）。

## 来歴
- 玉川学園中学部・高等部在学中には校内一番人気の女子生徒として有名だった。高校2年生の夏休みから一学年上のDAIGO（当時、校内の男子生徒でトップクラスの人気だった）と交際を開始したものの、夏休み中に佐藤が中国に留学し、夏休み明けに破局したことを、2024年にしゃべくり007に出演して明かした（DAIGOとはこの番組で28年ぶりに再会した）[1][2]。
- 2000年 : グラビアアイドル秋吉美咲・岡部玲子・高田知里とともに写真集『ココミナガールズ ここは南の島』を発売。
  - 8月 : 当時日本をのぞくアジア圏において視聴率第1位であった、台湾の中華電視公司（華視）の人気番組『超級星期天』（スーパーサンデー）で行われた企画「超級動員令之日本美少女」（台湾から日本人アイドルグループを発信するオーディションプロジェクト）に参加。参加メンバーである千田愛紗・高垣朋子・五島千佳とのユニット「Sunday Girls」として正式に台湾での芸能活動を開始。
- 2001年7月 : Sunday GirlsとしてCD「すきだよ 喜歡你」を豐華唱片 (FORWARD MUSIC) よりリリース。宣伝活動でアジアを廻る。シンガポールでは握手サイン会に3000人を集め、現地メディアを驚かせた。宣伝活動終了後は大学復学のため帰国。
- 2003年 : 玉川大学卒業後、上海へ留学。
- 2004年 : 台湾の芸能事務所と契約し活動再開。バラエティー、ドラマ、CFなど多方面で活躍、人気を得る。
- 2007年 : 体調不良のため休業。
- 2008年 : 吉本興業台北事務所へ移籍し活動を再開。バラエティー番組を中心に活躍。
- 2009年 : 日本青年友好使者代表団として中国を訪問。
- 2009年6月 : 中国のでも活動も開始し、テレビのレギュラー番組をもつ。
- 2010年 : よしもとクリエイティブ・エージェンシーに転籍する。
  - 3月に行われた沖縄国際映画祭にてオープニングセレモニー、クロージングセレモニー司会を今田耕司、木佐彩子らと共に務め注目を浴びる。以後MCアシスタント、ラジオパーソナリティーなど日本において多方面での活動を開始する。自身のコスメブランド｢MaiDoll｣を立ち上げる。客層は台湾のみならず中国にも広がる。
- 2011年以降 : 日本での活動も増加する。
- 2014年10月15日 : 総資産100億円以上ともされる実業家の王泉仁と結婚した。なお、結婚後はタレント活動から離れると報じられている。[3]結婚以前には、F4の朱孝天（ケン・チュウ）や黄義達（ホァン・イーダ）との交際が報じられたこともある。
- 2023年に王泉仁との離婚が報じられた。

## 出演作品
日本国外での出演番組本数は800本以上とされる。

### 台湾

#### ドラマ
- 晩安小電影
- 流星花園〜花より男子〜
- 流星雨
- 浪淘沙、民視2004年度大河連続ドラマ2005年度金鐘賞受賞作品。演雪子役。
- 惡靈05、八大電視台日曜22時放送。演佐藤役。
- 驚異傳奇、衛視中文台一話完結編。主役。
- 住左邊住右邊、三立電視台毎日20時放送。
- 愛（民視、2006年度大劇。毎日20時〜21時30分放送。奈々子役）
- 美人龍湯、Spring Love（八大電視台民視毎週日22時放送。北野温子役）

#### バラエティ
レギュラー出演および司会番組を記載。
- 美少女聖典 (2012年　東森電視台每週水曜日夜10時〜）
- 絕對不單淳 (2013年　東森電視台毎週土曜日夜10時〜）
- 流行新勢力 (2013年  民視每週木曜日夜10時半〜）

- 超級星期天（2000年、中華電視）
- 台湾虎怕虎（羅志祥とともにレギュラー）
- 綜藝少女組（中視。蔡燦得、何嘉文、千田愛紗とともに司会）
- 少年特攻隊（台灣電視台。5566とともに3年間レギュラー。毎週日曜19時30分〜21時30分放送）
- 歡樂一路發（生存巴士 台灣電視台、金曜20時〜21時30分放送。羅志祥、黃鴻升、千田愛紗とともにレギュラー）
- 康熙來了（中天娛樂台毎日22時〜23時放送。小S出産休暇のため代理司会を務める）
- 喂-是在搞什麼鬼（衛視中文台、毎週日曜22時放送。許效舜文英とともに司会）
- 綜藝95995（中華電視台、毎週水曜20時放送。羅志祥とともに司会。旅番組）
- 2006世足GAME秀一下 （年代 MUCH TV、許效舜とともに司会。サッカーワールドカップ特番。毎週日曜12時放送）
- 2006年大相撲台湾巡業 （特別番組司会、年代）
- POWER SUNDAY （中華電視台の大型番組。吳宗憲とともに司会）
- 環遊世界80天我要玩下去 （中華電視台司会。毎週金曜22時放送）
- 約・會不會 （JETレギュラー司会）
- 鑽石夜總會 中華電視台準レギュラー。日曜20時放送）
- 綜藝天王星 （台灣電視台 準レギュラー）
- 快樂有GO正 （中華電視台 準レギュラー。金曜20時放送）
- 超級東西軍
- Jacky Show
- 食字路口
- 晩安!各位観衆
- 元気唱片行
- 恋愛講義
- 完全娯楽
- 娯楽新聞
- Super Live
- MTV 台湾
- Channel [V]
- 型男大主廚
- 得獎的事
- 綜藝大集合
- 女人我最大
- 天才衝衝衝
- 我猜我猜我猜猜猜
- 康熙來了
- 百萬大歌星
- 國民大會
- 超級大滿貫
- 超級大頭目
- 流行LaVie
- 國光幫幫忙
- WTO姐妹會
- 綜藝大哥大
- 一代女王
- 神好卡卡
- 打擊出去
- 台灣真好康
- 小孩很忙
- 瘋神無雙

#### CM
- YAMAHA JOG 小玩子100バイクTVCF
- YAP
- 統一紅燒牛肉麵 TVCF
- 統一5℃鮮果實感 TVCF、平面、ラジオ
- 華歌爾莎薇シリーズ（ワコール）TVCF、平面
- 愛之味 健康流糖茶 TVCF、平面
- 愛之味 鮪魚片 TVCF
- 觀月 清酒 TVCF、平面
- 膠原蛋白 平面
- 寒天健康餅乾 平面
- 花王Sifone TVCF、平面
- 080抗痘美白洗面乳 美白面膜 痘痘筆 TVCF、平面、ラジオ
- 台灣警察局公益広告 TVCF、平面、謝震武と共演。
- 麗嬰房2006秋冬 平面
- 英諾華Innova隱形眼鏡 平面2006年度2008年度2009年度2010年度2011年度
- 7-11 御飯糰
- 世貿電機大展 TVCF
- 566洗髮精 TVCF
- 零肌齡 膠原蛋白　平面、VCR

#### 親善大使・チャリティーイベント
- 台中SOGO11周年SOGO親善大使
- 台北桃園中正国際空港親善大使
- 台南藝術節
- 台湾漫画博覧会
- 台湾オートメッセ代言人
- 大相撲台湾巡業 オープニングセレモニー司会
- 第四回 擁抱･愛 Free Hug
- 青少年憂鬱症活動
- 88水災チャリティー
- 台北市政府警察局165反詐騙活動
- 交通部観光局（台湾観光局） 「西拉雅國家風景區」2011年度代言人 PR大使
- 台灣警察局公益広告 TVCF、平面
- 台北101東京スカイツリー2014年度友好大使
- 交通部観光局活動 司会

### 中国
- 上海东方卫视 大型番組舞林大会 2009国标舞亚洲主持人大赛（社交ダンスアジア司会者戦）。2回戦まで進出するが敗北。
- 上海东方卫视 我爱美丽狂。上海新美容番組。
- 上海东方卫视 大型连续剧「战噜 上海滩」出演。1930年代の上海を舞台にした連続コメディードラマ。
- 上海东方卫 全家都来赛（2010年上海国際博覧会特别节目）日本地区選抜賽司会進行。
- 安徽卫视 大型综艺节目「剧风行动」（現在中国での視聴率第4位を誇る大型番組）12月〜2月レギュラー出演。「遊戯王」グランプリを獲得。
- 湖南卫视 大型综艺節目｢快乐大本营｣嘉宾（現在中国での視聴率1位を誇る大型バラエティー番組）ゲスト出演。2010年7月17日 OA
- 湖南卫视 大型综艺节目天天向上 東京ロケ2010.9.11 OA
- 東京我最行 司会　上海星尚酷频道毎週金曜日夜8時〜

### シンガポール

#### テレビ
- MTV Asia
- 娯家波道
- THE STRAITS TIMES
- 普威之夜

#### ラジオ
- UFM 1003
- YES 醉心頻道 933
- 動力 88.3

### マレーシア

#### テレビ
- 娯楽新世紀
- 八通娯楽界
- FROM THE GREEN ROOM
- ACE 音楽大衆盟
- 華麗台通訊站

#### ラジオ
- RFM 988
- MY FM

### 日本

#### テレビ
- 松沢しげふみの日本の標 - 松沢しげふみと共にMC（2011年10月2日〜 MXテレビ）- 現在のレギュラー番組
- テレビ東京『エンタな台湾最新事情〜熱！流行の仕掛け人たち』（2006年6月24日放送）
- 日本テレビ『きょうの出来事』特集「台湾で活躍する日本人タレント」（2006年9月13日放送）
- 元気と笑顔を東北へ！在阪５局レリー生放送（2011年9月17日放送）
- MADE IN BS JAPAN アジアスキ - ゲストコメンテーター （2011年10月25日、11月7日、2012年1月31日、2月14日、2月21日 BSジャパン）
- よゐこ部台湾10000歩編（2010年2月23日、毎日放送）
- 沖縄国際映画祭特番 - チュートリアル、MCアシスタント（2010年3月28日、ニッポン放送生放送）
- ドスペ2沖縄国際映画祭特集めんそーれサテライト - 藤井隆・友近と共にMC（2010年4月3日、テレビ朝日）
- 地球同時多発情報SHOW 革命×テレビ - 中継MC（2010年6月20日、TBS）
- 同ポジ - 山口智充・友近と共にMC（2010年7月21日、TBS）
- ぐっさんの感動偉人伝!地球を救うエコヒーロー! - 上海万博レポート(TVQ九州放送制作TXN系列6局ネット、2010年9月11日放送)
- 新型学問 はまる!ツボ学 - 田村淳と共にMC（2010年10月13日〜2011年3月30日、日本テレビ）
- テレビで中国語（NHK教育テレビジョン）
- 踊る!さんま御殿!!
- 海外にいくならこ〜でね〜と
- しゃべくり007（2024年4月15日、日本テレビ）

#### ラジオ
- 麻衣的亜州電波〜Mai's Asian Wave〜 - パーソナリティ（2010年10月10日-2012年9月30日、TBSラジオほか、毎週日曜日22:00 - 22:30 ）

#### 舞台
- 青空の向こう側 （2002年4月23日 - 29日）主演

#### その他
- 2010年3月24日に行われた第2回沖縄国際映画祭オープニングセレモニーで今田耕司、木佐彩子とともに司会を務めた。
- 2011年の第3回沖縄国際映画祭、2012年の第4回沖縄国際映画祭でも今田耕司、木佐彩子とともにオープニングセレモニー、クロージングセレモニー等の司会を務めた。2012年も、2014年までオープニングセレモニー、クロージングセレモニーの総合司会を務める。

## 作品

### 書籍
- ㄅㄆㄇ遊日本 日本語教養本（2005年出版）３万部を超すベストセラー。台湾注音符を使った日本語
- ㄅㄆㄇ遊日本part2 （2006年出版）
- 胖貓麵麻桑 『でぶねこめんまさん』中国語翻訳本（2008年）
- 無齢教主 （2011年6月）

### CD
- すきだよ喜歡你〜Sunday Girls〜 （2001年7月）